# FASA-Renault
FASA-Renault va ser un fabricant espanyol d'automòbils que va produir vehicles de la marca francesa Renault entre 1951 i 2000. Des de 2000 fins a l'actualitat, les seves factories formen part de Renault Espanya.
La companyia es va establir en 1951 en Valladolid com FASA (Fabricació d'Automòbils Societat Anònima) després d'obtenir una llicència que permetia la producció de vehicles Renault gràcies a la gestió de Manuel Jiménez Alfaro. El 12 d'agost de 1953 les autoritats locals i periodistes assistiren a la presentació pública de les 12 primeres unitats del Renault 4/4.
En 1965 Renault va ampliar la seva participació en l'accionariat de la companyia, passant d'un 15% a un 49,9%, canviant la denominació de la companyia a FASA-Renault. El 30 d'octubre de 1974 un incendi a la factoria "Montaje 2" va matar 10 persones, i encara avui se segueix considerant inexplicable. En 1976 Renault va rebre l'autorització per convertir-se'n en l'accionista principal i al desembre de 2000 FASA-Renault ja pertanyia per complet al Grup Renault.
La majoria de la gamma de vehicles de Renault es van fabricar a Espanya, exceptuant aquells de gamma més alta com els Renault 20/30 i 25. El Renault 7, fabricat totalment a FASA-Renault de 1974 a 1984, és una versió local sedan del Renault 5.

## Empreses filials
- Renault de Argentina
- Renault do Brasil
- Revoz
- Nissan Mexicana S.A. de C.V.
- Samsung Motors
- Nissan
 Datsun
- Dacia
- Lada-AvtoVAZ

## Galeria d'imatges

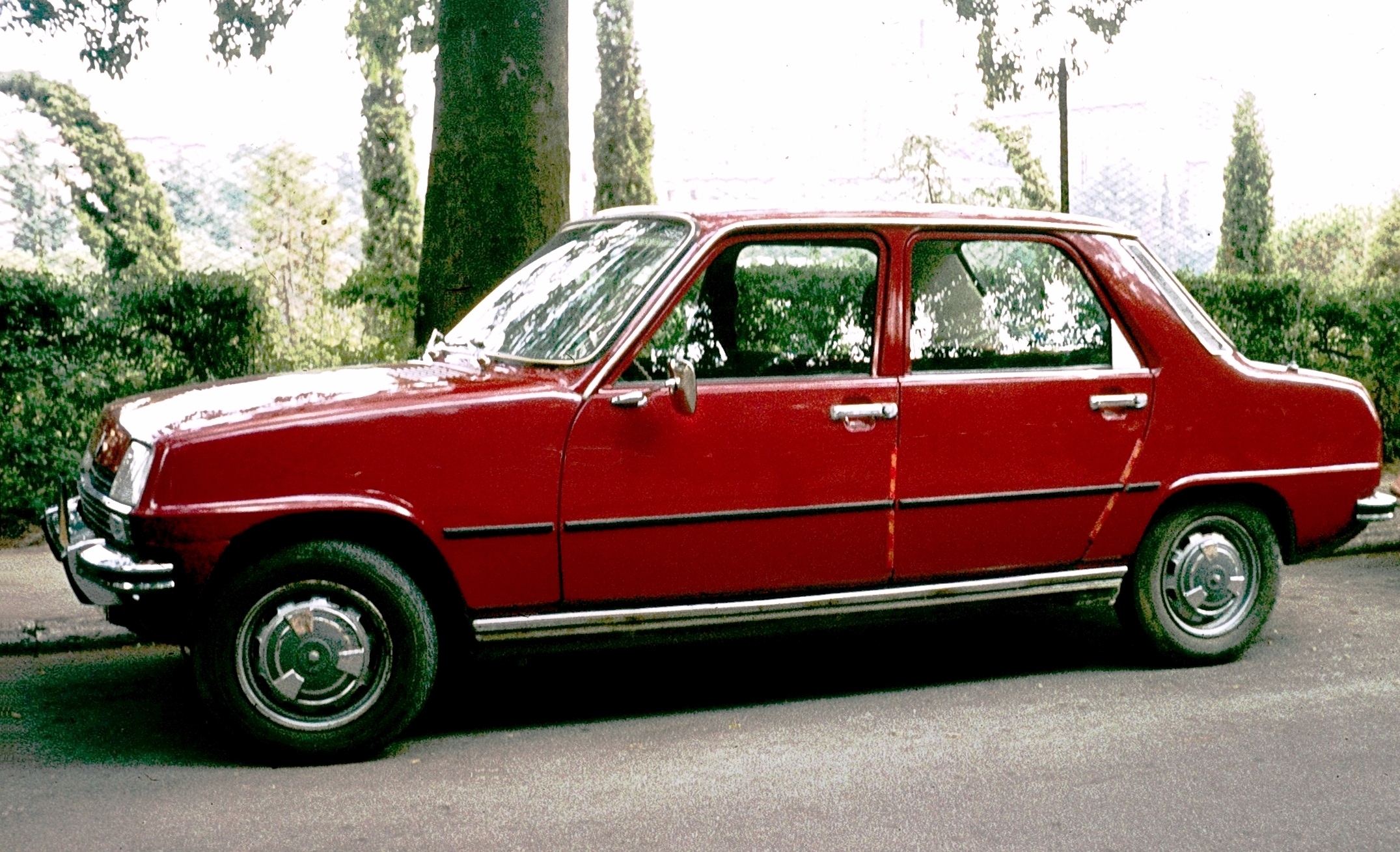
El Renault 7 (1974-1984) és una versió local sedan del Renault 5.
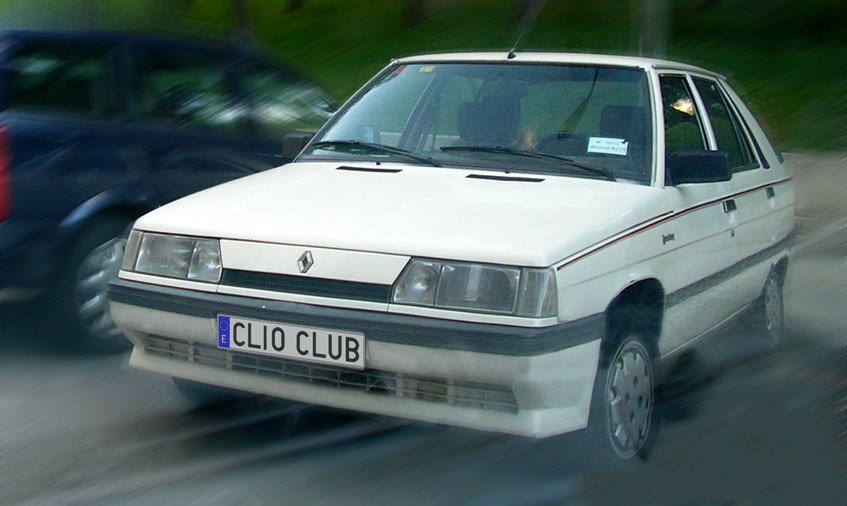
Renault 11 (1981-1989)
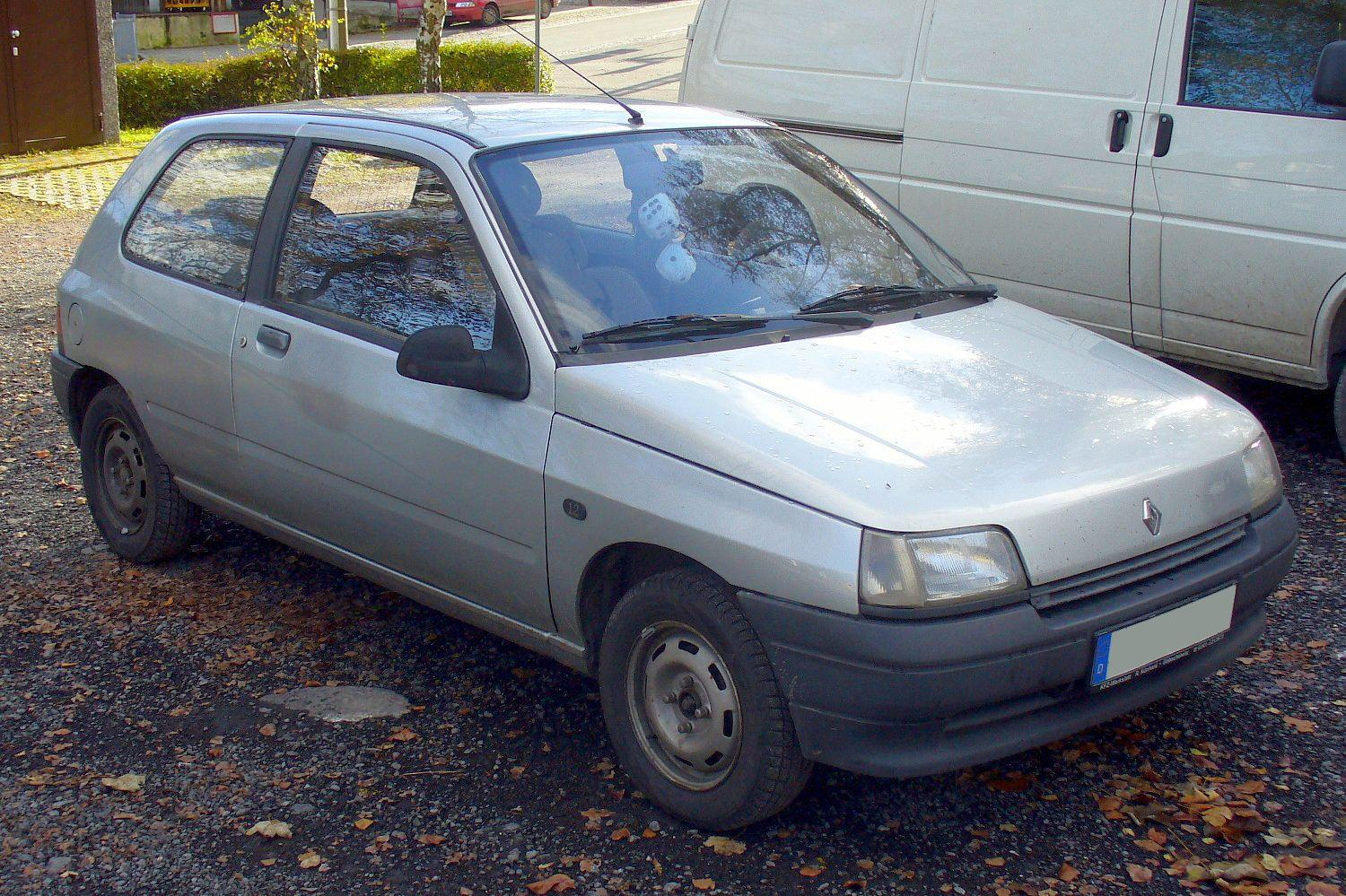
Renault Clio (des del 1990)
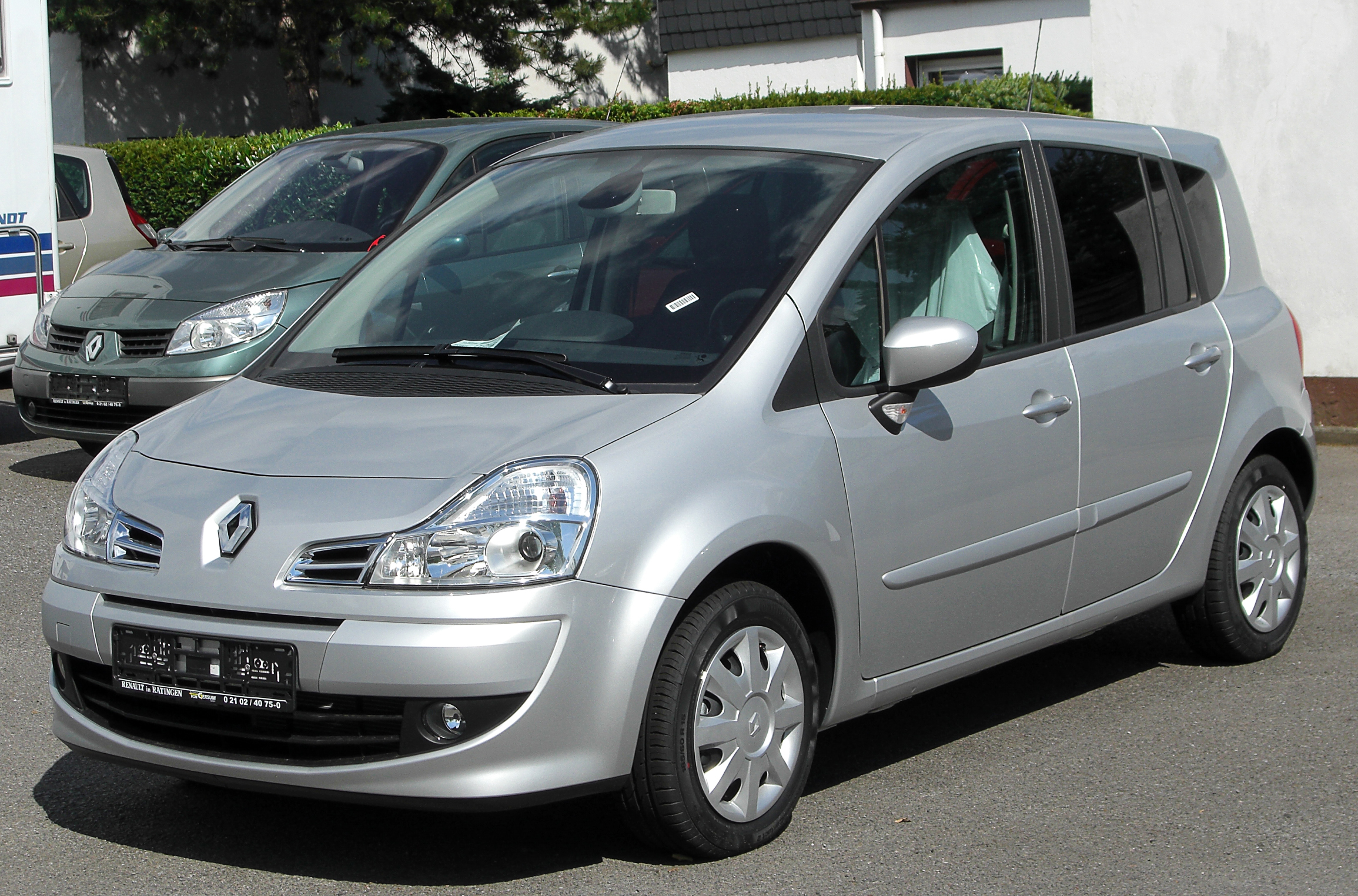
Renault Modus (2004-2012)
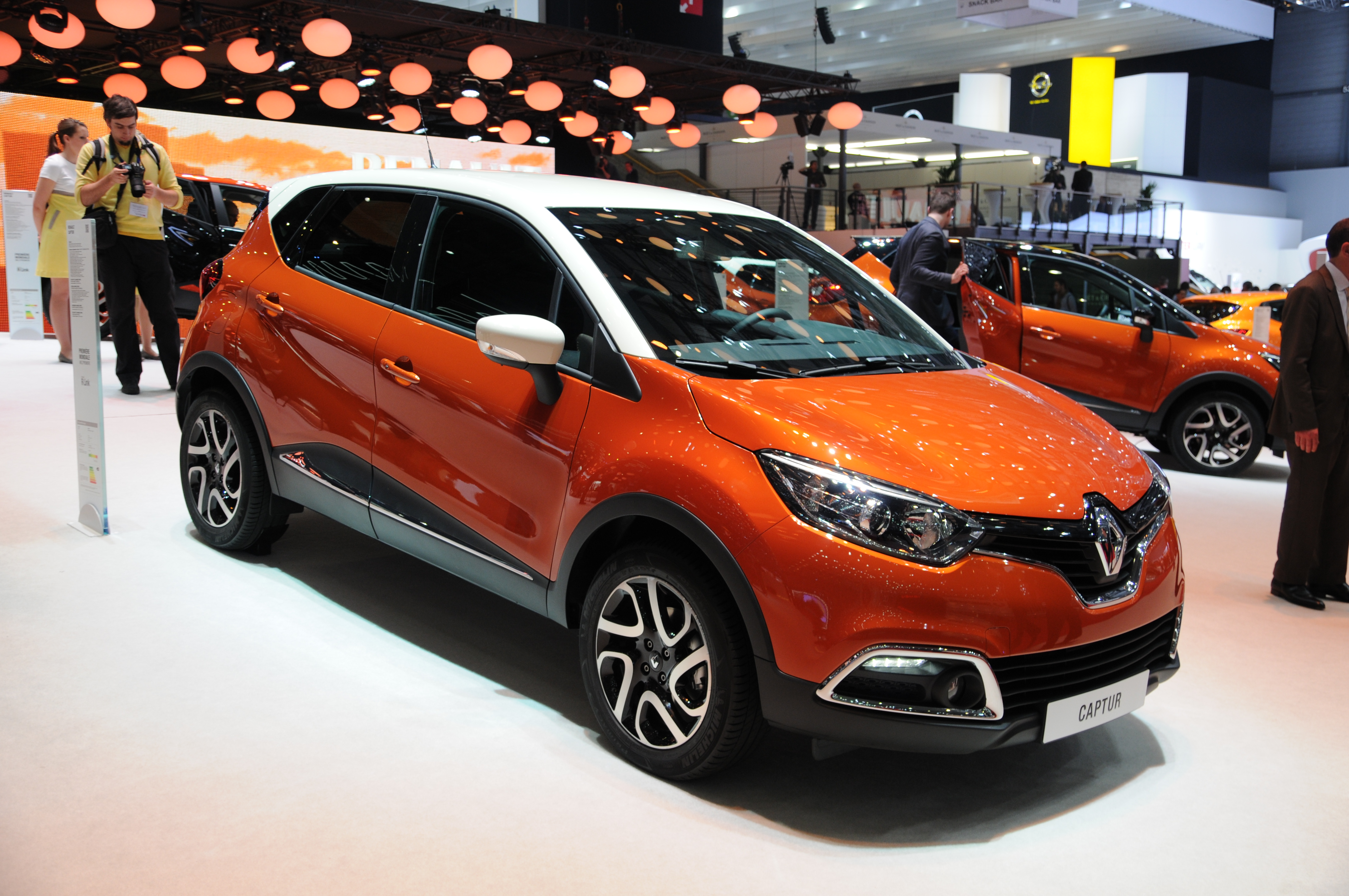
Renault Captur (des del 2013)